# Francisco Martínez Soria
Francisco "Paco" Martínez Soria (18 tháng 12 năm 1902 - 26 tháng 2 năm 1982) là một diễn viên người Tây Ban Nha. Ông sinh ra tại Tarazona, Zaragoza, Aragon.

## Sự nghiệp điện ảnh
| Năm  | Phim                          | Vai diễn       | Ghi chú |
| ---- | ----------------------------- | -------------- | ------- |
| 1934 | Sereno... y tormenta          | unknown        |         |
| 1935 | Al margen de la ley           | unknown        |         |
| 1935 | Error judicial                |                |         |
| 1936 | Diego corrientes              |                |         |
| 1938 | Alma de Dios                  |                |         |
| 1941 | El difunto es un vivo         |                |         |
| 1942 | Boda accidentada              |                |         |
| 1943 | Deliciosamente tontos         |                |         |
| 1943 | El hombre de los muñecos      |                |         |
| 1943 | Piruetas juveniles            |                |         |
| 1943 | Un enredo de familia          |                |         |
| 1943 | Viviendo al revés             |                |         |
| 1951 | Almas en peligro              |                |         |
| 1951 | La danza del corazón          |                |         |
| 1951 | Fantasía española             |                |         |
| 1953 | La montaña sin ley            |                |         |
| 1956 | El difunto es un vivo         |                |         |
| 1956 | Veraneo en España             |                |         |
| 1957 | Su desconsolada esposa        |                |         |
| 1959 | Sendas marcadas               |                |         |
| 1966 | La ciudad no es para mí       |                |         |
| 1967 | ¿Qué hacemos con los hijos?   |                |         |
| 1968 | El turismo es un gran invento | alcálde        |         |
| 1969 | Se armó el belén              | Parish priest  |         |
| 1969 | Abuelo made in Spain          |                |         |
| 1969 | Don erre que erre             |                |         |
| 1971 | Hay que educar a papá         |                |         |
| 1972 | El padre de la criatura       |                |         |
| 1973 | El abuelo tiene un plan       |                |         |
| 1974 | El calzonazos                 |                |         |
| 1975 | El alegre divorciado          |                |         |
| 1976 | Estoy hecho un chaval         |                |         |
| 1977 | Vaya par de gemelos           | Los gemelos    |         |
| 1980 | Es peligroso casarse a los 60 | Mariano        |         |
| 1981 | La tía de Carlos              | Fermín Recuero |         |